# Nonsberggruppe
Die Nonsberggruppe (italienisch Alpi della Val di Non, gelegentlich auch Nonsberg-Gruppe geschrieben) ist eine Gebirgsgruppe in Südtirol und im Trentino und ein Teil der Südlichen Kalkalpen. Einen großen Teil der Nonsberggruppe nimmt der Mendelkamm ein.
Die höchste Erhebung ist die Laugenspitze (2434 m s.l.m.). Die Nonsberggruppe wird im Osten und Süden durch das Etschtal begrenzt, im Norden durch das Ultental und im Westen durch das Nonstal.

## Lage
Umgrenzung nach der Alpenvereinseinteilung der Ostalpen (AVE):
Meran – Etschtal bis Mezzocorona – Nocetal (unteres Nonstal/Val di Sole) – Lago di Santa Giustina – Val di Pescara – Proveis – Lederbuch – Hofmahd – Maraunbach bis zur Einmündung in den Valschauer Bach – Ultental – Lana – Meran
Bis zur Neuordnung der AVE 1984 wurde diese Gruppe nach der alten Moriggl-Einteilung (ME) von 1924 zusammen mit der Brentagruppe geführt.

## Bedeutende Gipfel
Von Norden nach Süden
- Laugenspitze (Monte Lucco, 2434 m s.l.m.)
- Hofbichl (Monte Salomp, 1818 m s.l.m.)
- Gantkofel (Monte Macaion, 1866 m s.l.m.)
- Penegal (1737 m s.l.m.)
- Roen (Monte Roen, 2116 m s.l.m.)
- Schönleiten (Coste Belle, 1811 m s.l.m.)
- Tresner Horn (Corno di Tres, 1817 m s.l.m.)
- Wiggerspitze (Cima Roccapiana, 1873 m s.l.m.)
- Cima Monticello (1857 m s.l.m.)